# 共和国广场 (圣保罗)
共和国广场 (葡萄牙语: Praça da República)是一个公园和广场，位于巴西圣保罗圣保罗中央区的共和国街区。
周日，共和国广场开设露天市场，有许多食品车和小贩出售艺术品、服装、珠宝和手工艺品。来自巴西北部和东北部地区，以及拉丁美洲邻国的工匠在此销售他们的商品。